# Freonen fan Fossylfrij Fryslân
De Freonen fan Fossylfrij Fryslân zijn een in 2017 opgerichte stichting, met als doel de verduurzaming van de provincie Friesland te versnellen. Het Freonen-netwerk, bestaande uit Friese bedrijven, onderwijsinstellingen, dorpen en (lokale) overheden, werkt samen aan een provincie Friesland die geheel fossielvrij is. Het duurzaamheidsnetwerk telt, per 14 oktober 2024, ruim 140 leden.

## Thema's en doelen
De Freonen fan Fossylfrij Fryslân houden zich binnen hun duurzaamheidsambities bezig met vier thema's, te weten: Bedrijven, Woningen, Energie en Mobiliteit.

### Bedrijven
De Freonen stimuleren Friese bedrijven de overstap te maken naar een fossielvrije bedrijfsvoering. Bij productieprocessen, gebouwverwarming en wagenpark wordt dan niet meer gebruik gemaakt van fossiele brandstoffen, zoals aardgas, kolen, benzine en diesel. Het Freonen-netwerk richt zich op de realisatie van 100 extra fossielvrije bedrijven binnen Friesland in 2020, afgezet tegen de peildatum ten tijde van de oprichting van de stichting.

### Woningen
Een gemiddeld huishouden stoot jaarlijks door energie in huis en vervoer acht ton koolstofdioxide uit. De Freonen ambiëren 2.000 extra gasloze woningen en 5.000 extra woningen met zonnepanelen binnen Friesland te hebben gerealiseerd in 2020, afgezet tegen de peildatum ten tijde van de oprichting van de stichting

### Energie
Friesland telde in 2019 landelijk gezien de meeste lokale energiecoöperaties (64). Energiecoöperaties zijn allianties tussen burgers, bedrijven en gemeenten. De coöperaties maken zich sterk voor duurzame energieopwekking en -distributie in collectief beheer. Het gezamenlijk beheer kan bijvoorbeeld inkoop van zonnepanelen, realisatie van een biogasinstallatie of eigendom van een windmolen behelsen. De coöperatie is ofwel een vereniging ofwel een bedrijf. In het eerste geval maakt men gebruik van lidmaatschapsgelden om lokale initiatieven te ontplooien, zoals de aanschaf van een gezamenlijke windmolen. In het laatste geval transporteert men - bij een groene leverancier ingekochte - energie. De Freonen ambiëren 10.000 klanten van lokale, groen opgewekte stroom binnen Friesland te hebben gerealiseerd in 2020.

### Mobiliteit
Ruim twintig procent van de koolstofdioxide-uitstoot in Nederland komt voor rekening van de categorie verkeer en vervoer. Het wegvervoer geldt hierbinnen als grootste vervuiler. De Freonen stimuleren Friese burgers en ondernemers de overstap te maken naar fossielvrij vervoer, zoals auto's op elektriciteit, groengas en blauwe diesel. Ook vaartuigen kunnen gebruikmaken van deze fossielvrije brandstoffen. Het Freonen-netwerk stelt zich ten doel 10.000 extra schone voertuigen op de weg te hebben gerealiseerd in 2020, afgezet tegen de peildatum ten tijde van de oprichting van de stichting.

## Acties

### Elfwegentocht
De Freonen fan Fossylfrij Fryslân waren - in de persoon van Fries Energiecommissaris Bouwe de Boer - samen met Urgenda's Marjan Minnesma initiatiefnemer van de Elfwegentocht in 2018. Dit duurzaamheidsevenement, dat alle Friese inwoners uitdaagde zich van 1 t/m 14 juli 2018 geheel fossielvrij te verplaatsen, was onderdeel van het Leeuwarden-Fryslân 2018-programma Fossielvrij Friesland. Tsjeard Hofstra was projectleider van de Elfwegentocht 2018. Op de slotdag van de Elfwegentocht werd de N31 tussen Drachten en Leeuwarden urenlang afgesloten om de langste duurzame stoet ooit mogelijk te maken. Uiteindelijk namen 100.000 Friezen gedurende de twee weken deel aan het Culturele Hoofdstad-project. Van 1 t/m 14 juli 2018 zond de NPO elke avond een Elfwegentocht-journaal uit, afwisselend gepresenteerd door onder meer Diederik Jekel, Rozemarijn Mogré en Tijs van den Brink. De Tweede Kamer stemde voorafgaand aan de Elfwegentocht in met een voorstel van toenmalig kamerlid Isabelle Diks om te laten onderzoeken of Vliegbasis Leeuwarden mee kon doen aan de Elfwegentocht. De Vliegbasis liet uiteindelijk een F-16 gedurende twee weken op kerosine met 5 procent BioFuel vliegen. Ook initieerde minister Cora van Nieuwenhuizen in het kader van de Elfwegentocht op 2 juli 2018 een platform voor elektrische luchtvaart. Zij verwelkomde op de luchtmachtbasis twee volledig elektrische vliegtuigen, afkomstig vanaf Lelystad Airport en Eelde Airport. De Elfwegentocht werd bekroond met meerdere onderscheidingen. Tijdens de EU Sustainable Energy Awards 2019 in Brussel behaalde het Freonen-project de tweede plaats in de categorie Engagement. Ook won het project de Galjaardprijs 2018 van Logeion.

### Meer zonnepanelen op Friese bedrijfsdaken
Ruim 140.000 panden binnen Nederland, die gezamenlijk circa 37.000 hectare aan dakoppervlak beslaan, komen in aanmerking voor zonnepanelen op hun dak. Bijna 93,5 procent hiervan beschikt nog niet over zonnepanelen. De Freonen fan Fossylfrij Fryslân initieerden op vrijdag 8 maart 2019 een actie omtrent de plaatsing van meer zonnepanelen op Friese bedrijfsdaken. Toenmalig gedeputeerde Michiel Schrier van de Provincie Friesland en lokale ondernemers ondertekenden een intentieverklaring rondom dit initiatief.

### Fossielvrije busreis naar Klimaatmars
Op zondag 10 maart 2019 organiseerden de Freonen samen met LF2028 (legacy-organisatie van Leeuwarden-Fryslân 2018) een duurzame busreis richting de Klimaatmars in Amsterdam. Vanuit Friesland reden destijds drie volle Arriva-bussen op duurzame blauwe diesel naar de Nederlandse hoofdstad.

### Energie-ambassadeur Business Contact Dagen Noord 2020
De Freonen fan Fossylfrij Fryslân zijn tijdens de Business Contact Dagen Noord (BCDN) 2020 ambassadeur van het thema Energie.

### Fossielvrije Weken
Naar aanleiding van de Elfwegentocht ontstond ook binnen andere provincies belangstelling voor een fossielvrij duurzaamheidsevenement. Gedeputeerde Sietske Poepjes maakte op 31 oktober 2019 bekend dat de Elfwegentocht een opvolger kreeg: de Fossielvrije Weken van 1 t/m 13 juni 2020, in heel Noord-Nederland. In verband met de regeringsrichtlijnen rondom COVID-19 werd het evenement tot nader order uitgesteld.

## Bestuur
Gerben Gerbrandy, voormalig lid van de Eerste Kamer en voormalig burgemeester van Achtkarspelen, was sinds de oprichting van de stichting tot in 2023 bestuursvoorzitter. Jetze Lont heeft de functie van bestuursvoorzitter in dit jaar overgenomen.